# Skönheten och odjuret (musikal)
Skönheten och Odjuret är en musikal av Alan Menken (musik), Howard Ashman och Tim Rice (text) och Linda Woolverton (bok), baserad på Disneys film med samma namn från 1991.
Musikalen hade premiär på The Palace Theatre på Broadway 1994 och spelades 5,464 föreställningar mellan 1994 och 2007. Mellan åren 1998 och 1999 medverkade sångerskan Toni Braxton som blev den första afroamerikanska kvinna att spela "skönheten" på broadway. Skönheten och Odjuret har spelats i fjorton länder över hela världen och fick sin Sverigepremiär våren 2005 på GöteborgsOperan, då i helt ny regi av Hans Berndtsson och med ny svensk text av Fred Johanson. Föreställningen flyttade hösten 2005 till Stockholm och Göta Lejon. 

## Handling

### Akt I
En vinternatt kommer en tiggarkvinna till en bortskämd ung mans slott och erbjuder honom en vacker ros i utbyte mot att få komma in i värmen. Men prinsen avvisar henne för hennes härjade utseende. Kvinnan varnar honom då att inte låta sig luras av utseenden, för verklig skönhet finns inuti, men han avvisar henne igen. Hon förvandlas till en underskön förtrollerska och förvandlar prinsen till ett otäckt odjur och hans tjänare till olika husföremål. Hon ger honom en ros som ett timglas. Enda sättet att bryta förbannelsen är om han lär sig att älska en annan människa och få hennes kärlek tillbaka innan det sista kronbladet faller ("Prolog").
Tio år senare går en ung kvinna vid namn Belle in till staden en morgon för att låna en bok hos den lokala bokhandlaren. På vägen dit förklarar hon sin önskan om att leva i en värld som i hennes böcker, fylld med äventyr, medan stadsborna noterar hennes makalösa skönhet men finner hennes kärlek till böcker märklig ("Belle"). Belle har också fått Gastons uppmärksamhet, den lokala jägaren och hjälten, som älskar henne bara för hennes utseende.
Belle är dock inte omedveten om stadsbornas syn på henne. Hon uttrycker sin osäkerhet för sin excentriske far och uppfinnare Maurice, som försäkrar henne om att hon är allt annat än konstig ("Vad som än sker"). Sedan finjusterar de hans nya uppfinning och Maurice åker iväg till en uppfinningsmässa med en halsduk stickad åt honom av Belle ("Vad som än sker (repris)") men går vilse i skogen och blir attackerad av en vargflock. Efter att ha överlevt vargattacken går han in i Odjurets slott. Han träffar personalen, inklusive Lumière, en hovmästare som blivit en kandelaber, Cogsworth, hushållschefen som blivit en klocka, Babette, en städerska som blivit en dammvippa, mrs Potts, kökschefen som blivit en tekanna, och Chip, henne son som blivit en tekopp. De välkomnar in honom, men det hemska Odjuret kommer och låser in Maurice i fängelsehålan för otillbörligt intrång.
Tillbaks i staden friar Gaston till Belle, som hon snällt säger nej till ("Jag"). Förskräckt över Gastons framfusighet uttrycker Belle än en gång sitt behov av ett liv utanför detta småstadsliv ("Belle (repris)"). Gastons kompanjon, LeFou, återvänder från skogen och bär halsduken som Belle hade stickat åt Maurice. Belle förstår att hennes pappa är i fara och går in i skogen för att hitta honom. Hon kommer fram till slottet, där hon hittar sin far inlåst i fängelsehålan. Hon gör en överenskommelsen med Odjuret om att han ska släppa Maurice i utbyte mot att hon stannar. De kommer överens om det och Maurice blir skickad tillbaka till staden utan att ens få säga hej då. Belle får ett gästrum och beordrar henne att äta middag med henne. Hon sörjer ("Ett nytt hem"), men mrs Potts och Madame de la Grande Bouche, en operasjungande garderob, försöker uppmuntra henne ("Ett nytt hem (repris)").
Tillbaka i staden, i det lokala värdshuset, surar över Belles avvisning. LeFou och gästerna försöker muntra upp honom ("Gaston"). När Maurice rusar in och skriker att ett odjur har tagit till fånga Belle skrattar de åt honom men Gaston kommer på en ondskefull plan ("Gaston (repris)"). I slottet blir Odjuret alltmer otålig när han väntar på att Belle ska komma till middagen. Cogsworth informerar honom om att hon vägrar. Efter en skrikig kamp mellan Belle och Odjuret (som slutar med Belle som segrare) säger Odjuret att om hon inte ska äta med honom, ska hon inte äta alls. Han surar och funderar över sitt öde i sitt rum om förtrollningen inte bryts ("Är jag för alltid fast?"). Till slut blir Belle hungrig och går in i köket där personalen ger henne något att äta trots sin herres order. De bjuder henne på en fantastisk kabaréföreställning ("Bli vår gäst").
Efter middagen får Belle en rundtur i slottet av Cogsworth och Lumière. Hennes nyfikenhet får henne att gå in i västra flygeln, en plats som Odjuret sagt är förbjuden. Hon fascineras av en mystisk ros som svävar i en glaskupa och sträcker ut handen för att röra vid den, men innan hon hinner göra det stoppar Odjuret henne och säger åt henne att gå ut, och råkar knuffa henne i processen. Belle fruktar för sitt liv och flyr från slottet. Odjuret inser sitt misstag och vet att han kommer att vara ett monster för alltid om han inte kan lära sig att älska henne ("Hur kan jag älska?").

### Akt II
I skogen blir Belle anfallen av vargar och räddas när Odjuret kommer, men han blir svårt skadad under kampen och faller medvetslös ("Vargarna i skogen"). I stället för att ta tillfället i akt att fly hem tar hon med sig honom till slottet. Hon tvättar han sår och efter en kort argumentation om vems fel det var tackar Odjuret henne för hennes godhet och där börjar deras vänskap. Odjuret vill ge henne en tackpresent och ger henne därför ett kolossalt bibliotek, som hon gillar. Hon märker en skillnad i Odjurets personlighet medan personalen märker en skillnad i Belles och Odjurets relation ("Det finns nåt där"). De förklarar sitt hopp om att en dag få bli människor igen ("Mänskor igen") medan Belle frågar Odjuret om att äta middag med henne samma kväll. I staden träffar Gaston och LeFou ägaren till stadens dårhus, doktor Mörk. De planerar att tillfångata Maurice för att sedan utpressa Belle till att gifta sig med Gaston ("Dårarnas hus").
Odjuret och Belle går på en ljuvlig middag och en bal där de dansar i balsalen ("Skönheten och Odjuret"). Odjuret, som vill säga till Belle att han är förälskad i henne, frågar Belle om hon trivs här, där Belle svarar ja men berättar att hon saknar sin pappa. Han ger henne sin magiska spegel för att se honom. Hon ser hur Maurice är sjuk och är ute i skogen och är rädd för sitt liv. Även om Odjuret vet att det bara är några timmar kvar innan det sista kronbladet faller från rosen låter han Belle gå för att rädda sin far; hon går efter ett tårfyllt farväl ("Hur kan jag älska? (repris)").
Belle finner sin pappa och för honom tillbaka till deras hus. Efter att hon vårdat honom förklarar hon den förvandling hon verkar ha genomgått när hon var tillsammans med Odjuret ("Något har hänt"). En mobb anländer, ledd av Gaston, för att ta Maurice till dårhuset. Belle bevisar sin fars förstånd genom att visa stadsborna att Odjuret är verkligt med hjälp av den magiska spegeln, men inser inte felet i sin gest. Stadsborna blir genast rädda för Odjuret, men Belle insisterar på att han är mild och snäll. Gaston fångar hennes ton och inser att Odjuret är hans rival om Belles tillgivenhet och organiserar mobben för att döda Odjuret ("Han måste dö"). För att varna Odjuret försöker Belle och Maurice hinna före mobben till slottet. De kommer dock för sent, eftersom Gaston och mobben redan har nått slottet.
Personalen försvarar slottet ("Striden"), men Gaston bryter sig igenom och hittar Odjuret i sitt torn. Han inleder en strid med honom och slår och hånar honom skoningslöst. Odjuret har förlorat viljan att leva efter Belles avfärd. När Gaston går in för det dödande slaget anländer Belle. Odjuret vänder sig omedelbart mot Gaston och är beredd att döda honom, men skonar hans liv efter att ha sett rädslan i hans ögon. Odjuret och Belle återförenas, men återföreningen blir kort då Gaston dödligt hugger Odjuret i ryggen. Denna våldshandling får Gaston att tappa fotfästet och han faller till sin död.
På balkongen försäkrar Belle Odjuret om att han kommer att överleva, men de vet båda att hon inte kan rädda honom. Hon ber honom att inte lämna henne eftersom hon har funnit ett hem i hans sällskap ("Ett nytt hem (repris)"), men trots detta sluter han ögonen. Belle tänker att hennes vän kanske har dött, snyftar på hans kropp och viskar "Jag älskar dig" precis när det sista kronbladet faller. En förvandling sker och Odjuret är levande och mänskligt igen. Belle känner först inte igen honom, men när hon ser in i hans ögon känner hon igen Odjuret och de kysser varandra. De två sjunger om hur deras liv har förändrats på grund av kärleken och de dansar ännu en gång när tjänarna, som nu återfått sin mänskliga form, samlas i balsalen ("Förvandling/Final").

## Sångförteckning
Akt 1
- Prolog
- Belle (Belle, Gaston, Lefou, Silly Girls, Stadsbor)
- Vad som än sker (Maurice, Belle)
- Jag (Gaston, Belle)
- Belle repris (Belle)
- Ett nytt hem (Belle)
- Ett nytt hem repris (Mrs.Potts)
- Gaston (Lefou, Gaston, Silly Girls, Kroginnehavaren, Kroggäster)
- Är jag för alltid fast? (Beast)
- Bli vår gäst (Lumiere, Mrs. Potts, Cogsworth, Madame de la Grande Bouche, Chip, Babette, förtrollade husgeråd)
- Hur kan jag älska? (Beast)

Akt 2
- Vargarna i skogen
- Det finns nåt där (Belle, Beast, Lumiere, Mrs.Potts, Cogsworth)
- Mänskor igen (Lumiere, Madame de la Grande Bouche, Chip, Babette, förtrollade husgeråd)
- Dårarnas hus (Gaston, Lefou, Doktor Mörk)
- Skönheten och Odjuret (Mrs. Potts, Madame de la Grande Bouche)
- Hur kan jag älska? repris (Beast)
- Något har hänt (Belle)
- Han måste dö (Gaston, Lefou, Monsieur D`Arque, Stadsbor)
- Förvandlingen (Belle, Beast)
- Final (Alla)

## Rollista sverigepremiären
- Annica Edstam – Belle
- Fred Johanson – Beast
- Joachim Bergström – Gaston
- Lars Hjertner – Lumière
- Hans Josefsson – Cogsworth
- Siw Erixon – Mrs Potts
- Helena Holmberg – Madame de la Grande Bouche
- Göran Swartz – Maurice
- PO Gerhard – Lefou
- Karolina Krigsman – Babette
- Jonas Åhnberg – Chip
- Daniel Engman – Monsieur D'Arque

## Trivia
- Hans Josefsson, som spelade Cogsworth vid den svenska premiären av musikalen, gjorde rösten till Gaston i den svenska dubbningen av den tecknade Disneyfilmen Skönheten och Odjuret från 1991.